# فرانتس هولر
فرانتس هولر (به آلمانی: Franz Hohler) نویسنده و طنزپرداز سوئیسی
فرانتس هولر متولد ۱ مارس ۱۹۴۳ در شهر بیل/بین کشور سوئیس است. وی در شهر اولتن رشد کرده است. او از ۴۰ سالگی همراه خانواده اش در زوریخ زندگی می‌کند. به گفته خود نویسنده، موفقیت او به سال ۱۹۶۷ یعنی زمان انتشار داستان خمیازه‌های گمشده و چند قصه بی‌فایده دیگر مربوط می‌شود. هولر آثار بسیار زیادی را در زمینه کودکان و بزرگسالان و نیز نگارش نمایشنامه و فیلمنامه به رشته تحریر درآورده و جوایز زیادی نیز کسب کرده است.
جایزه ادبی زولوتون ۲۰۱۳ سوئیس به فرانتس هولر رسید. وی از سوی هیئت داوران به دلیل نگارش آثار چند وجهی که در آن‌ها وی به عنوان نویسنده‌ای بخشنده توجهش را هم به بزرگترها و هم کوچکترها معطوف داشته، شایسته کسب این جایزه ۲۰ هزار فرانکی شناخته شد.
از فرانتس هولر چهار کتاب به فارسی ترجمه و منتشر شده که مترجم یکی از این آثار علی عبداللهی است.
داستان‌هایش بیشتر مایه‌های طنز دارند و اجتماعی هستند. کتاب «یک جفت چکمه برای هزارپا» که بیشتر داستان‌های طنز دارد که در طنز تلخ یا طنز جدید با وام گرفتن از افسانه‌ها است. کتاب دیگرش که در فارسی ترجمه شده «کاروان ته کوزه شیر» است که بعضی جاهایش طنز است ولی داستان‌هایی در مورد محیط زیست و مسائل امروز دارد. یک کتاب دیگر به نام «غافلگیری در پاریس» که آن هم داستان‌هایش به نسبت این کتاب داستان‌های بلندتری است. و یک داستان کودکان به نام «دکتر پارکینگ» است که مصور چاپ شده.
فرانتس هولر در تهران یک برنامه داستان‌خوانی و صحبت و سخنرانی هم داشت که علی عبداللهی به عنوان مترجم آثار او حضور داشت و ترجمه یکی از داستان‌های او را برای شنوندگان و مخاطبان در تهران خواند

## ترجمه‌های فارسی
- کاروان ته ِ کوزهٔ شیر،[۱] ترجمه ناصر غیاثی، نشر چشمه، چاپ اول ۱۳۹۰
- یک جفت چکمه برای هزارپا ترجمه علی عبداللهی نشر آمون،
- غافلگیری در پاریس و داستان‌های دیگر ترجمه الهام مقدس،